# درآمد ملی پایدار
درآمد ملی پایدار یا درآمد ملی پایا (به انگلیسی: Sustainable national income؛ مخفف: SNI) شاخصی برای پایداری محیط زیست است که تخمینی از سطح تولیدی را ارائه می‌دهد که در آن - با فناوری موجود در سال محاسبه - عملکردهای زیست‌محیطی «برای همیشه» در دسترس باقی می‌مانند.

## نمای کلی
درآمد ملی یک کشور، تخمینی از تولید سالانه کالاها و خدمات است. از دست دادن کاربردهای ممکن محیط فیزیکی غیرانسانی، که کارکردهای محیطی نامیده می‌شوند و بشریت در تمام اعمال خود به آنها وابسته است، خارج از برآورد باقی می‌ماند. همچنین تولید حال و آینده به این کارکردهای زیست‌محیطی وابسته است.
درآمد ملی پایدار در یک سال معین، تخمینی از سطح تولیدی است که در آن - با فناوری موجود در سال محاسبه - عملکردهای زیست‌محیطی «برای همیشه» در دسترس باقی می‌مانند. درآمد ملی پایدار در یک سال خاص به صورت زیر تعریف می‌شود:
حداکثر سطح تولید قابل دستیابی که به موجب آن، با فناوری موجود در سال محاسبه، عملکردهای حیاتی زیست‌محیطی «برای همیشه» در دسترس باقی بمانند.